# Avaris

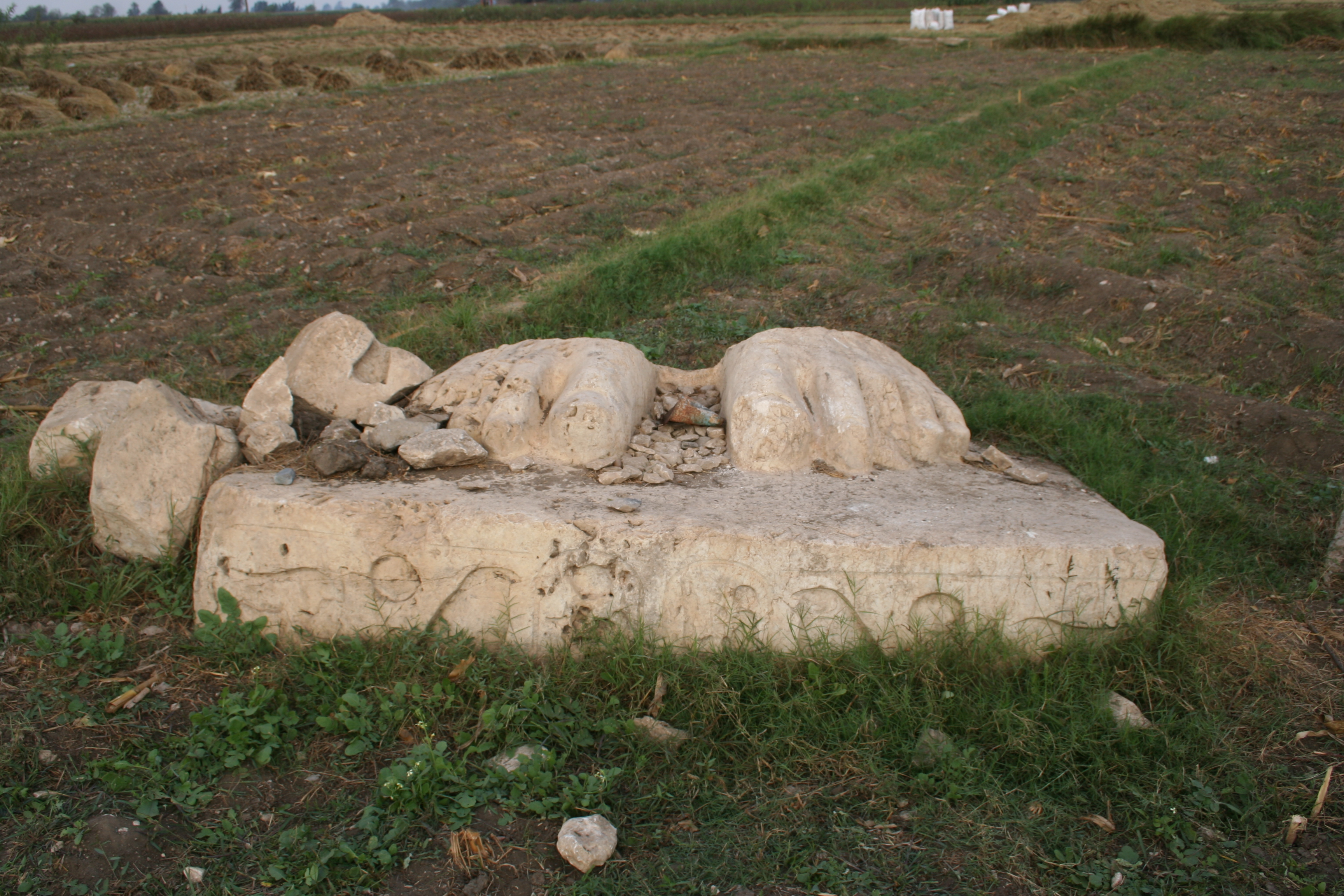
Staty med Ramses II:s fötter i den forntida huvudstaden Pi-Ramses.

Avaris var en forntida stad belägen i östra Nildeltat i Egypten. Platsen ligger idag nära byarna Qantir och Tell el-Dab'a. Den forntida staden var huvudstad för hyksos-dynastin och Ramses II byggde sin huvudstad Pi-Ramses på platsen.

## Stadens många namn
Namnet Avaris är en grekisk namnform av fornegyptiskans Hwt-wrt, vilket uttalades likt (h)awari. Ramses II gav staden ett nytt namn Pi-Riamesse-Meryamun, vanligen återgivet som Pi-Ramses i modern litteratur, vilket betyder "Ramses hus". I Bibeln (Andra Mosebok 1:11) omtalas en egyptisk stad vid namn Ra'amses som vanligen antas syfta på Pi-Ramses.

## Avaris historia
De äldsta spåren av staden kommer från det egyptiska Mellersta riket. När hyksos gjorde sig till Egyptens härskare utsåg de Avaris till sin huvudstad. Staden hade ett passande läge nära landrutten genom Sinaihalvön till Gaza, och låg en kort sträcka sjövägen från en av Nilens mynningar i Medelhavet. Detta innebar att Avaris även blev en betydande handelsstad med förbindelser med det östra Medelhavsområdet. Särskilt stadens kontakter med minoerna på Kreta har uppmärksammats från fynd efter utgrävningar. Hyksos-staden var starkt befäst och omgiven av vallgravar. Trots detta lyckades den egypiska faraonen Ahmose slutligen att inta staden omkring 1550 f.Kr. och fördriva hyksos från Egypten. Tidigare trodde man att platsen övergavs, men egyptierna uppförde ett nytt palats på ruinerna av hyksos-staden under 18:e dynastin.

## Staden Pi-Ramses
Staden återfick sin forna glans när Ramses II (1290-1224 f.Kr.) beslöt att flytta det kungliga residenset dit. Avaris döptes då om till Pi-Ramses. Skälen att flytta residenset med sin administration, och inte minst militären, så långt norrut från de gamla huvudstäderna Memfis och Thebe var troligen geopolitiska. Vid denna tid orsakade de egyptiska vasallstaterna i Palestina en hel del förtret och gränsen mot det fientliga Hettiterriket låg relativt nära staden. Detta innebar att utländska sändebud och spioner snabbare kunde nå kungen med nyheter därifrån. Om nödvändigt gick det även att mobilisera armén och marschera norrut på kort tid. Troligen sparade man flera månaders förberedelser jämfört med om kungen befann sig i Thebe.
Staden blomstrade för ett århundrade under den 19:e dynastin och dikter författades för att hylla stadens skönhet. När egyptiernas kontroll över Palestina förlorades under den 20:e dynastin minskade stadens betydelse. Dödsstöten kom när faraonerna av den 21:a dynastin gjorde staden Tanis väster om Pi-Ramses till sitt residens och flyttade en hel del monument dit i form av statyer, obelisker och stelar. En förändring av Nilens huvudflöde genom deltat kan även ha inneburit att staden inte längre låg vid en seglingsbar del av floden.

## Arkeologiska upptäckter
Tidiga utgrävningar i Nildeltat ledde till att den forntida staden Tanis felaktigt identifierades som Pi-Ramses. Ett stort antal monument, statyer, sfinxer, obelisker, stelar, vilka ursprungligen restes i Pi-Ramses hade flyttats till Tanis under den egyptiska 21:a dynastin där de återfanns av arkeologer som Pierre Montet. Utgrävningar i Tell el Daba och Qantir från 1970-talet och framåt, ledda av den österrikiska arkeologen Manfred Bietak, har emellertid vederlagt denna teori. Pi-Ramses, liksom Avaris, var den forntida staden på platsen för Tell el Daba och Qantir.
På platsen har arkeologer funnit grunderna efter palats, tempel, militärbaracker, förrådsmagasin och gravar. Byggnaderna var uppförda i lertegel och vissa var utsmyckade med en blå glaserad yta. Pi-Ramses sträckte sig över en yta av 10 km² vilket gör staden till en av de största i den forntida Egypten. Till de mest anmärkningsvärda fynden hör minoisk keramik och rester av målade fresker. Detta gör Avaris till en av de mest betydande fyndorterna för minoisk kultur utanför den egeiska övärlden och är ett tecken på stadens vidsträckta handelskontakter. Förhoppningarna var tidigare höga att även Ramses II:s diplomatiska arkiv innehållande korrespondensen med hettiterna skulle återfinnas i Tell el Daba, men detta har inte återfunnits.